# Нэш, Н. Ричард
Н. Ричард Нэш (англ. N. Richard Nash; настоящее имя Натан Ричард Насбаум, англ. Nathan Richard Nusbaum; 8 июня 1913, Филадельфия — 11 декабря 2000, Нью-Йорк) — американский драматург, сценарист и прозаик.

## Биография
Родился в Филадельфии, штат Пенсильвания, 8 июня 1913 года, в семье С. Л. Насбаума и Дженни Зингер Насбаум. В юности зарабатывал на жизнь, участвуя в боксерских поединках. Окончил школу в 1930 году, после чего поступил в Пенсильванский университет, где изучал английский язык и философию.
После окончания университета Нэш опубликовал две успешные работы по философии «Афинский дух» и «Раны Спарты». В 1946 году Н. Ричард Нэш написал комедию по мотивам Шекспира «Вторая по качеству кровать», поставленную на Бродвее в 1946 году. Успех пьесы сподвиг его на написание ещё нескольких пьес. В начале 50-х годов он написал пьесу «Продавец дождя», премьера которой состоялась в 1954 году в Нью-Йорке. Произведение было переведено на 40 языков, по нему в 1956 был снят полнометражный фильм. Был поставлен Бродвейский мюзикл «110 в тени».
Нэш является автором сценариев к фильмам «Энн Шеридан» (1947), «Святые Сестры» (1948), «Дорогая жена» (1949), «Мара Мару» (1952), «Елена Троянская» (1956), «Порги и Бесс» (1959), и более поздних сценариев «Стрекоза» (1976, переиздана как «Любовь одного») и «Между тьмой и рассветом» (1985). Также написал сценарии Бродвейских постановок «Знойные девчонки» (1956), «Пригорошня огня» (1958), «Дикая кошка» (1960, с Люсиль Болл в главной роли), «110 в тени» (1963; вновь поставлен в 2007), «Счастливое время»(1968, номинирован на премию «Тони» как лучший мюзикл), и «Сарава» (1979). Перу Ричарда Нэша принадлежат рассказы «Восточный ветер, дождь», «Сияние», «Последнее волшебство», и неопубликованный рассказ «Лесная чаща». Под псевдонимом Джон Рок он опубликовал пьесу «Огонь!» и рассказ «Зимняя кровь».
В 1935 году женился на Хелене Тэйлор, у них родился сын. В 1954 году развёлся. Затем в 1956 году женился на американской актрисе Дженис Рул? с которой вскоре развёлся и в том же году женился на Кэтрин Коупленд (Каплан), в браке с которой у него родились две дочери.
Н. Ричард Нэш умер в Нью-Йорке в 2000 году, в возрасте 87 лет.

## Премии и награды
- 1957 — номинация Лучшая американская драма («Продавец дождя»)
- 1960 — номинация Лучший американский мюзикл («Порги и Бесс»)